# Deșertul Kalahari
     Deșertul Kalahari
     Bazinul Kalahari

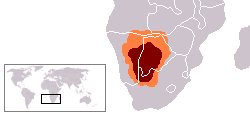
Localizare geografică
Deșertul Kalahari
Bazinul Kalahari

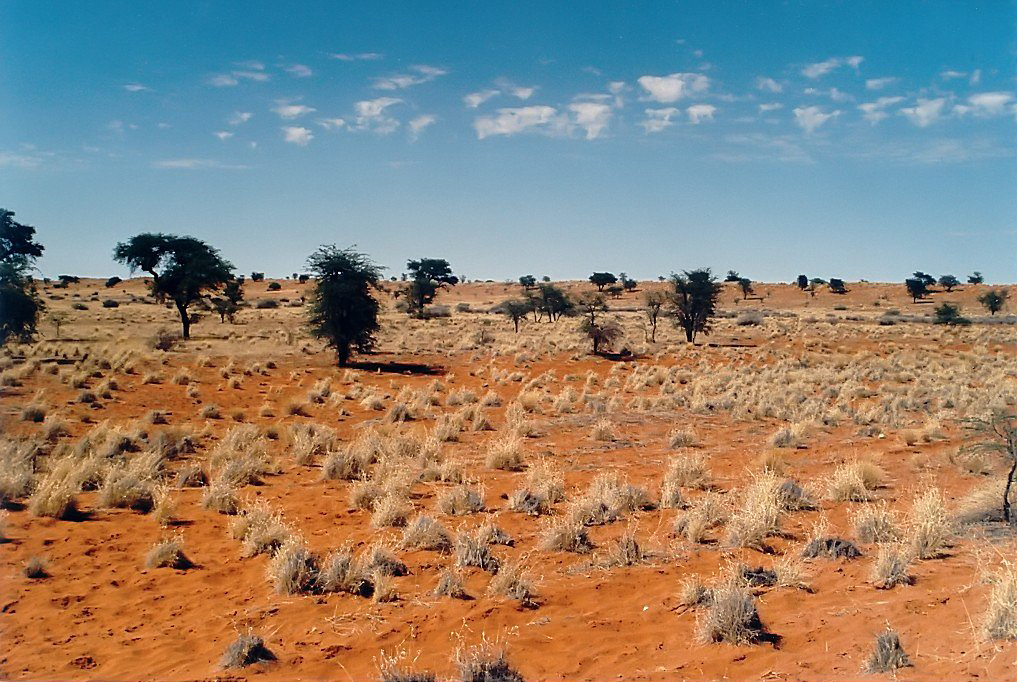
Kalahari în Namibia

Kalahari (Kgalagadi) este un deșert alcătuit în mare parte din nisip roșu, cu o granulație fină. Se întinde din partea nordică a Provinciei Cap din Africa de Sud, Namibia și Botswana până în Angola și Zambia pe un teritoriu de peste 1,2 milioane km2. O mare parte a deșertului este rezervație naturală ca de exemplu renumita deltă a fluviului Okawango care este de fapt o vărsare a apei fluviului în întregime într-o mare de nisip. La sfârșitul anului 1990 s-a terminat șoseaua ce traversează deșertul și leagă Oceanul Indian cu Oceanul Atlantic, făcând o legătură comercială importantă între Namibia și Mozambic.

## Geografie
Din punct de vedere geografic deșertul se întinde mai departe la nord atingând Ciadul și Deșertul Sahara. Partea cea mai întinsă a deșertului se află în Botswana (Kalahari), partea centrală întinzându-se spre vest în Namibia. Partea centrală a deșertului constă dintr-un bazin uriaș. Prin procesul de eroziune s-au format gresii și dune de nisip. Aici s-au descoperit straturi geologice din timpuri geologice străvechi, mărturii ale schimbărilor climatice ale regiunii. Inițial aici a existat o climă caldă, umedă. Prin plantarea unor plante rezistente la secetă s-a reușit în parte fixarea dunelor de nisip.

## Flora și fauna

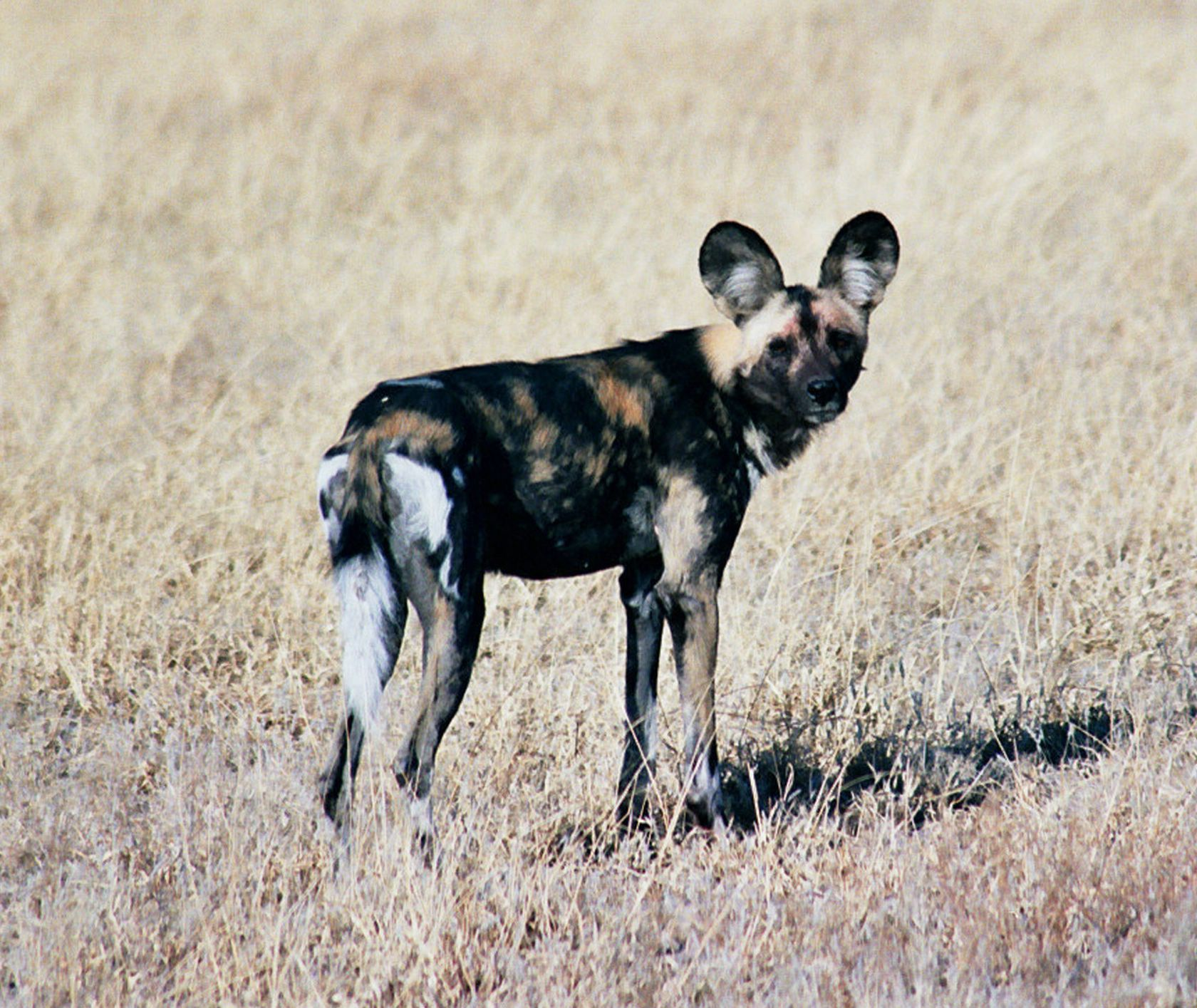
Câine sălbatic. Safari în Botswana în Parcul Național Kalahari.

Delta fluviului Okawango este o zonă atipică a deșertului, fiind foarte bogată în floră și faună, ce diferă de la anotimp la anotimp prin nivelul apei din regiune. Aici se adapă turme uriașe de animale ce provin din partea sudică a Africii. Din această cauză regiunea a fost declarată de UNESCO monument al naturii. Printr-un turism limitat la un Safari scump și luxurios, regimul din Botswana reușește să finanțeze parcul natural, împiedicând în schimb turismul în masă. Cea mai mare parte a deșertului este însă alcătuită din dune de nisip. Aici cresc specii de salcâm care, prin rădăcinile adânci, ating straturile de apă din profunzime. Tot aici mai cresc și ierburi rezistente la clima aridă, cu o perioadă de vegetație scurtă, specifice pustiului.

## Așezări omenești
Populația tipică din Kalahari este formată din locuitori de statură mică din neamul San și Damara. Datorită mișcărilor migratorii ale popoarelor din Africa, mai târziu au apărut aici și negri din neamul Bantu, care au dus războaie, nimicind și prigonind o mare parte din populația San. La rândul lor, populațiile Bantu sunt împinse de coloniștii europeni în regiunile mai aride ale deșertului. În prezent, regimul din Botswana ia măsuri de protejare și sprijinire a populației San, după tentative eșuate de mutare a acestei populații. Populația nomadă de vânători și culegători San (sau boșimanii) trăia odată în întreaga regiune sudică a Africii, dar influențele externe i-au restrâns teritoriul la actualul Kalahari, ultimul său refugiu. Astăzi mai există aproximativ 55000, iar dintre ei abia 2000 mai trăiesc exclusiv din vânătoare și culegerea de plante. Boșimanii sunt, probabil, cei mai devotați ecologiști de pe Terra; ei cred că, dacă nu tratează natura cu respect, riscă să stârnească mania Ființei Supreme. De aceea, vânează și culeg exact atât cât le trebuie pentru a supraviețui. Cam de înălțimea pigmeilor din Africa Centrală, au fese mari, foarte proeminente, și coapse vânjoase, care servesc drept "cămară de provizii", aici depozitându-se hrana consumată în cantități mari în perioadele de belșug. Femeile și copiii își petrec cea mai mare parte a timpului culegând plante suculente și prinzând animale mici, pe care le mănâncă. Orice copil San cunoaște și deosebește 200 de plante diferite. Bărbații sunt vânători excelenți. Vârfurile săgeților pe care le folosesc sunt înmuiate într-o otravă preparată din pupele unor specii de purici. O plantă bine adaptată la soarele și la furtunile de nisip din Deșertul Kalahari și din Deșertul Namibiei este „felinarul boșimanilor”, numită așa deoarece tulpina ei rășinoasă este inflamabilă și dacă e aprinsă arde cu flacără vie. Planta nu depășește 10-12 cm înălțime ,iar tulpina ei groasă înțesată de spini lungi ,florile au forma unor cupe delicate, roz sau purpurii. Când sunt arse, frunzele uscate ale plantei emană un plăcut miros aromatic, asemănător cu cel de smirnă. În secolul al xix-lea, o specie de „felinarul boșimanilor” era folosită de hotentoții din Africa de Sud ca remediu împotriva diareii.